# Kenny Morris
Kenny Morris (Essex, 1º febbraio 1957) è un musicista britannico.
Kenny Morris (al secolo Kenneth Ian Morris, 1º febbraio 1957), nato ad Essex, figlio di genitori di origine irlandese e vissuto dal 1973 a Londra, è stato il primo batterista in studio di Siouxsie and the Banshees.
Ha fatto parte del gruppo da gennaio 1977 a settembre 1979, suonando sugli album The Scream, Join Hands e in varie Peel Sessions. Ha anche co-composto il singolo Hong Kong Garden.
Morris ha frequentato il College di Sant'Ignazio a Enfield, dove è diventato amico del futuro collaboratore e regista John Maybury. Ha frequentato poi il Barnet College di Londra. Ha studiato anche belle arti e cinematografia al Politecnico Nord Est di Londra. Stava frequentando la Scuola Camberwell di Arti e Mestieri quando si è unito alla band.
Dopo aver lasciato i Banshees, Morris è tornato agli studi precedenti, poi ha lavorato come batterista con Helen Terry e altri musicisti per scenografie teatrali dal vivo. Nel 1987 ha composto il maxi single La Main Morte per la Temple Records, con la voce di Dorothée Lalanne, John Maybury alle percussioni e Jean-Pierre Baudry alle tastiere.
Dal 1993 risiede a Cork, in Irlanda.